# Noémie Schmidt

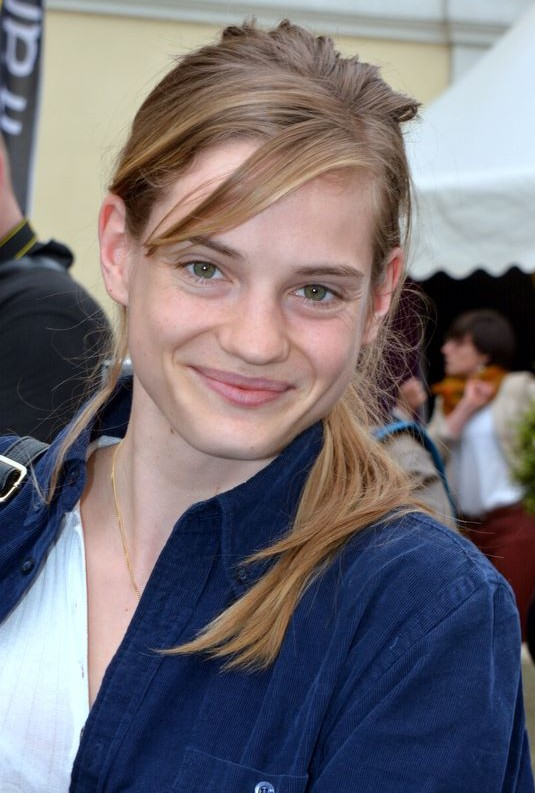
Noémie Schmidt (2016)

Noémie Schmidt (* 18. November 1990 in Sitten) ist eine Schweizer Filmschauspielerin.

## Leben
Schmidt wurde in der Schweizer Gemeinde Sitten (Sion) geboren und studierte in Brüssel Theater. Auf Anraten eines französischen Regisseurs suchte sie sich eine Pariser Agentur, um öfter zu Castings geladen zu werden. Eineinhalb Jahre lang pendelte sie zwischen Brüssel und Paris, bevor sie in die französische Hauptstadt umzog.
Ihre erste Rolle in einem Kinofilm erhielt Schmidt 2015 in Frühstück bei Monsieur Henri. Im selben Jahr war sie in zehn Folgen der Fernsehserie Versailles in der Rolle der Henrietta Anne Stuart zu sehen und hatte 2016 in derselben Rolle einen weiteren Cameoauftritt. 2018 drehte sie ihre erste deutschsprachige Produktion, Wolkenbruchs wunderliche Reise in die Arme einer Schickse.
Schmidt spricht Französisch, Deutsch und Englisch. Sie ist vor allem in französischen Filmen zu sehen, drehte jedoch bereits in allen drei Sprachen.

## Filmografie
- 2014: Mary Higgins Clark: Mysteriöse Verbrechen (Collection Mary Higgins Clark, la reine du suspense, Fernsehserie, 1 Folge)
- 2015: Frühstück bei Monsieur Henri (L'étudiante et Monsieur Henri)
- 2015–2016: Versailles (Fernsehserie, 11 Folgen)
- 2015: For This Is My Body
- 2016: Nichts zu verschenken (Radin!)
- 2017: The Light Of Hope (La lumière de l’espoir)
- 2018: Wolkenbruchs wunderliche Reise in die Arme einer Schickse
- 2018: The Break (La Trêve) (Fernsehserie, 7 Folgen in Staffel 2)
- 2018–2019: A l'intérieur (Fernsehserie, 6 Folgen)
- 2019: Unser Paris (Paris est à nous)
- 2020: Plötzlich aufs Land – Eine Tierärztin im Burgund (Les vétos)
- 2020: Faux-semblants (Fernsehfilm)
- 2020–2022: 3615 Monique (Miniserie, 20 Folgen)
- 2021: Années 20
- 2021: La troisième nuit
- 2021: Oma’s Children
- 2021: L’amour flou (Fernsehserie, Folge 1x01)
- 2021: The World After Us (Le monde après nous)
- 2023: Damoiselle (Fernsehserie, Folge 2x15)
- 2023: Délits mineurs (Fernsehserie, 6 Folgen)
- 2024: Anthracite (Fernsehserie, 6 Folgen)

## Auszeichnungen
- 2016: Prix Premier Rendez-vous beim Cabourg Romantic Film Festival für Frühstück bei Monsieur Henri
- 2017: Schweizer Fernsehfilmpreis im Rahmen der Solothurner Filmtage für La lumière de l’espoir
- 2018: Prix Walo in der Kategorie Newcomer